# 서울터널
서울터널 주식회사(서울Tunnel 株式會社)는 신월여의지하도로 (신월 나들목 ~ 여의나루 나들목, 7.53 km) 구간을 담당하는 대한민국의 기업이다.

## 주요 연혁
- 2011년 12월 6일: 회사 설립
- 2015년 10월 16일: 신월여의지하도로 (신월 나들목 ~ 여의나루 나들목) 구간 착공
- 2021년 4월 16일: 신월여의지하도로 (신월 나들목 ~ 여의나루 나들목) 구간 개통

## 같이 보기
- DL그룹
- 남서울경전철
- 상주영천고속도로 (기업)
- 수원순환도로
- 덕송내각고속화도로 (기업)